# Manapis
|  | No s'ha de confondre amb Menapis. |

Els manapis (en llatí: Manapii, en grec antic Μανάπιοι) van ser un poble que habitava la costa est d'Irlanda, i tenien per capital la ciutat de Manapia (Μαναπία), segons diu Claudi Ptolemeu, la moderna Dublín.